# Hervormde kerk (Zuilichem)
De hervormde kerk is een kerkgebouw te Zuilichem, gelegen aan Kerkplein 1.

## Geschiedenis
Een oudere kerk stond op de plaats van de huidige. Deze werd in 1886 zwaar beschadigd door brand, en werd herbouwd met behoud van oud muurwerk. In 1945 werd de kerk door oorlogsgeweld zwaar beschadigd.
De huidige toren is van 1949 en werd ontworpen door Commer de Geus. Het is een ongelede toren met ingesnoerde naaldspits. Deze is aangebouwd tegen het schip van 1886, wat een bakstenen gebouw met driezijdig gesloten koor is, voorzien van lichte steunberen.
De kerkruimte wordt overwelfd door een tongewelf. Het orgel is van 2004 en werd aangemaakt door B.A.G. Orgelbouwers.